# Битва при Мюльхаузене (1674)
Би́тва при Мю́льхаузене (англ. Bataille de Mulhouse) — сражение, состоявшееся 29 декабря 1674 года у эльзасского города Мюльхаузен (современная Франция) во время Голландской войны между французскими войсками Тюренна (4 тысячи человек) и отрядом немецко-имперских войск полковника Далемана (5 тысяч человек), в котором последний потерпел поражение, потеряв 200 человек убитыми, ранеными и пленными; у французов потери составили 250 человек. Следствием победы при Мюльхаузене явилось снятие союзниками блокады Бризаха и сосредоточение их сил у Кольмара и Альткирхена.